# Eleccions legislatives turques de 2011
Les eleccions legislatives a Turquia van tenir lloc el 12 de juny de 2011. Van ser les primeres no avançades en 34 anys. El partit guanyador va ser l'AKP, la qual cosa va possibilitar la reelecció, per tercer cop, de Recep Tayyip Erdoğan com a Primer Ministre de Turquia.

## Resultats generals
| Partit                                     | Cap de llista        | Vots totals | Percentatge (%) | Escons |
| ------------------------------------------ | -------------------- | ----------- | --------------- | ------ |
| Partit de la Justícia i el Desenvolupament | Recep Tayyip Erdoğan | 21.442.206  | 49.90           | 326    |
| Partit Republicà del Poble                 | Kemal Kılıçdaroğlu   | 11.134.616  | 25.91           | 135    |
| Partit del Moviment Nacionalista           | Devlet Bahçeli       | 5.580.580   | 12.99           | 53     |
| Independents                               |                      | 2.859.267   | 6.3             | 36     |
| Partit de la Felicitat                     | Mustafa Kamalak      | 534.463     | 1.24            | 0      |
| Partit de la Veu del Poble                 | Numan Kurtulmuş      | 326.207     | 0.76            | 0      |
| Partit de la Gran Unió                     | Yalçın Topçu         | 315.505     | 0.73            | 0      |
| Partit Democràtic                          | Namık Kemal Zeybek   | 279.813     | 0.65            | 0      |
| Partit dels Drets i la Igualtat            | Osman Pamukoğlu      | 121.952     | 0.28            | 0      |
| Partit de l'Esquerra Democràtica           | Masum Türker         | 105.920     | 0.25            | 0      |
| Partit Democràtic                          | Çetin Özaçıkgöz      | 64.407      | 0.15            | 0      |
| Partit Comunista de Turquia                | Erkan Baş            | 61.129      | 0.14            | 0      |
| Partit de la Nació                         | Aykut Edibali        | 59.695      | 0.14            | 0      |
| Partit Nacionalista i Conservador          | Ahmet Reyiz Yılmaz   | 36.820      | 0.09            | 0      |
| Partit del Treball                         | Haydar Kaya          | 31.414      | 0.07            | 0      |
| Partit Liberal Democràtic                  | Cem Toker            | 15.599      | 0.04            | 0      |
| Total vots vàlids                          | -                    | 42.969.408  | 100.00          | 550    |
| Vots nuls/en blanc                         | -                    | 973.185     | 1.84            | -      |
| Participació                               | -                    | 43,914,948  | 83.16           | -      |